# Ялиця північноафриканська
Ялиця північноафриканська, або ялиця нумідійська (Abies numidica) — вид ялиць родини соснових.

## Поширення та екологія
Країни поширення: на горах Бабор і Табаборт, Алжир. Зустрічається у вологих гірських змішаних лісах на північних і східних крутих вапняних схилах. Клімат особливо вологий і холодний, з річною кількістю опадів до 2500 мм, більша частина яких випадає у вигляді снігу в зимовий період. Літо сухе і типове для середземноморського клімату з в середньому на 18°С а зимовий мінімум -1 °C, з екстремальними морозами від -8 до -10°С. A. numidica має висотний діапазон від 1850 до 2000 м. Як правило, вид охоплює гірські вершини, де утворює чисті популяції (рідко) або є співпанівними з Cedrus atlantica, Quercus faginea, Acer obtusatum, Populus tremula, Sorbus aria and Sorbus torminalis з розкиданими деревами Taxus baccata.
Чагарники включають Adenocarpus complicatus commutatus, Daphne laureola, Lonicera kabylica, Ribes petraeum (рідко) і Rosa sicula. Існує багата трав'яниста флори, яка включає: Asperula odorata, Moehringia stellariodes, Paeonia corallina, Senecio perralderianus, Viola munbyana, Silene atlantica, Silene patula, Alyssum spinosum, Anthyllis montana var algrica, Catananche montana, Erinacea anthyllis, Ononis aragonensis; Pimpinella battandieri більш характерна на найвищих висотах в безпосередній близькості від гірських вершин. Ці ліси є не тільки важливим середовищем існування для багатьох ендемічних видів рослин, а й для птахів і тварин, які мають дуже вузькі діапазони поширення: Sitta ledanti і Macaca sylvanus.

## Опис
Дерево до 25 м заввишки; стовбур діаметром до 1 м. Кора сіра і гладка на молодих деревах, стаючи коричнево-сірою, лускатою і потрісканою з віком. Крона конічна, щільно розгалужена. Гілки горизонтальні. Пагони від жовто-зеленого до коричневого кольору, блискучі й голі. Бруньки яйцеподібні, великі, темно-коричневого кольору, не смолисті або злегка смолисті. Голки ростуть щільно, довжина 15-20 мм, товсті, жорсткі, плоскі, темно-зелені, нижня поверхня з 2 білими смугами. Шишки сизо-зелені з рожевим або фіолетовим відтінком, після дозрівання коричневі, циліндричні, довжиною 15-20 см, шириною 3,5-5,5 см. Насіння довжиною 12-14 мм; крила довші за насіння, 1000 насінин важать близько 70 гр.

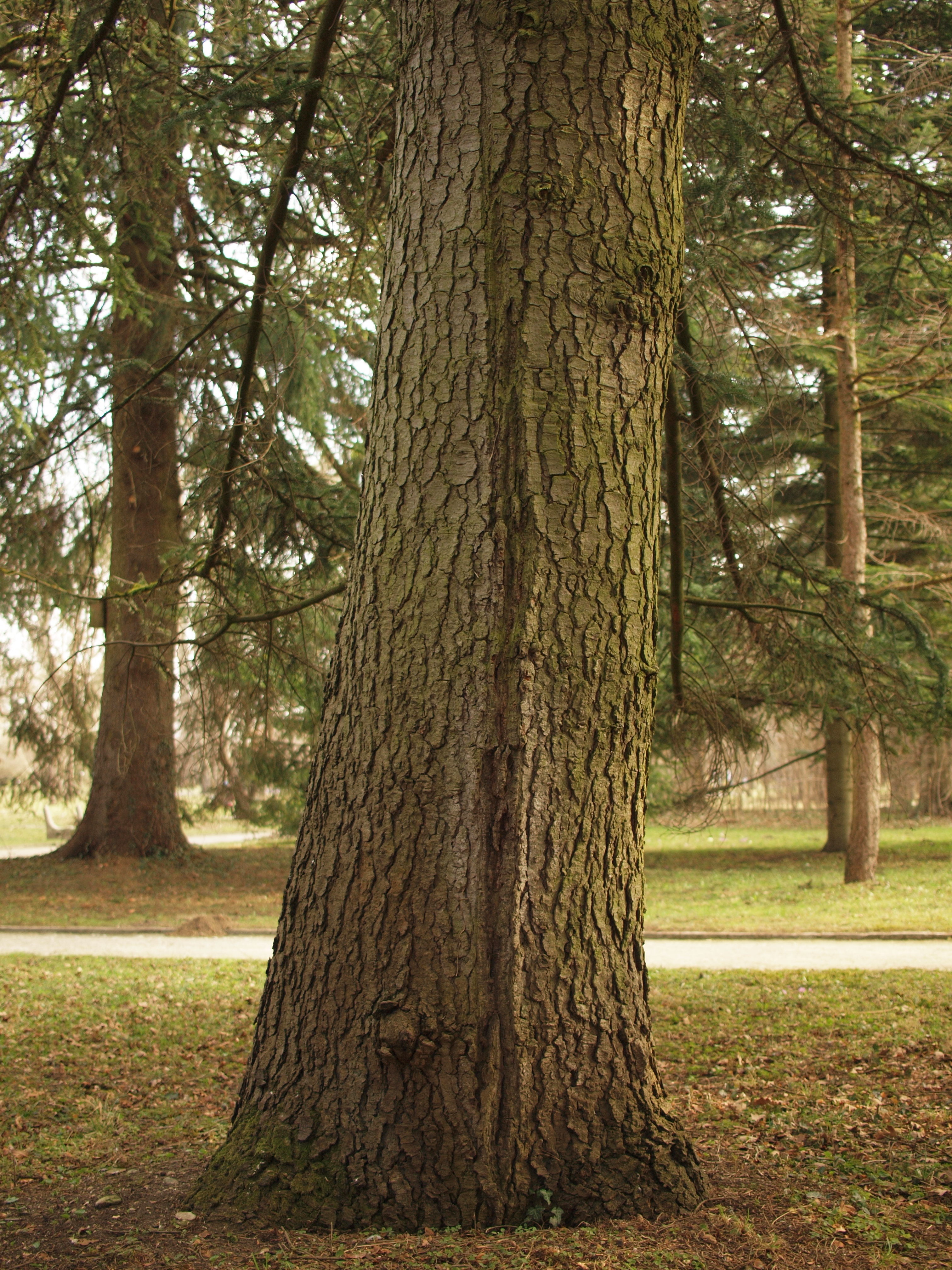
Стовбур
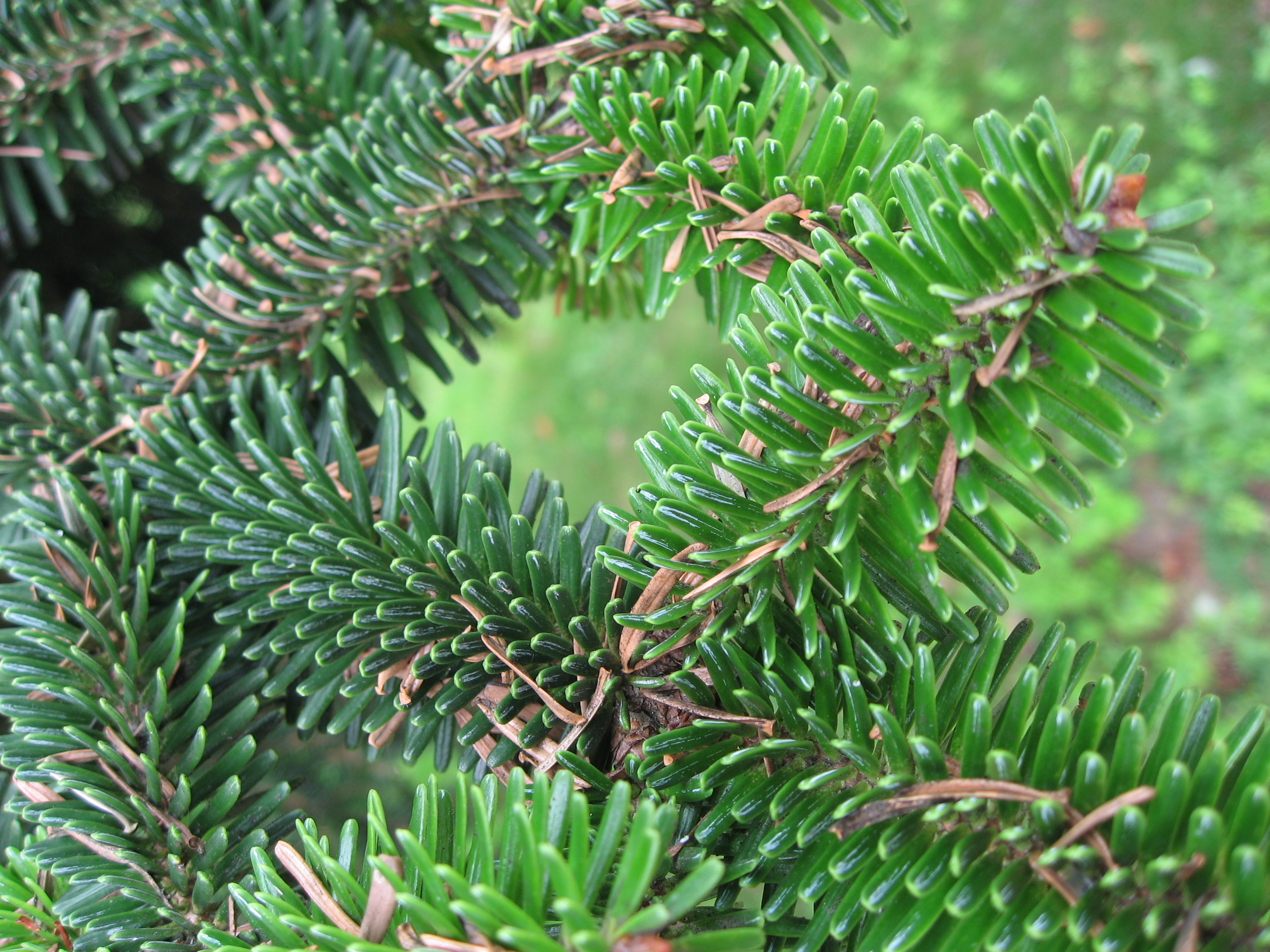
Листя
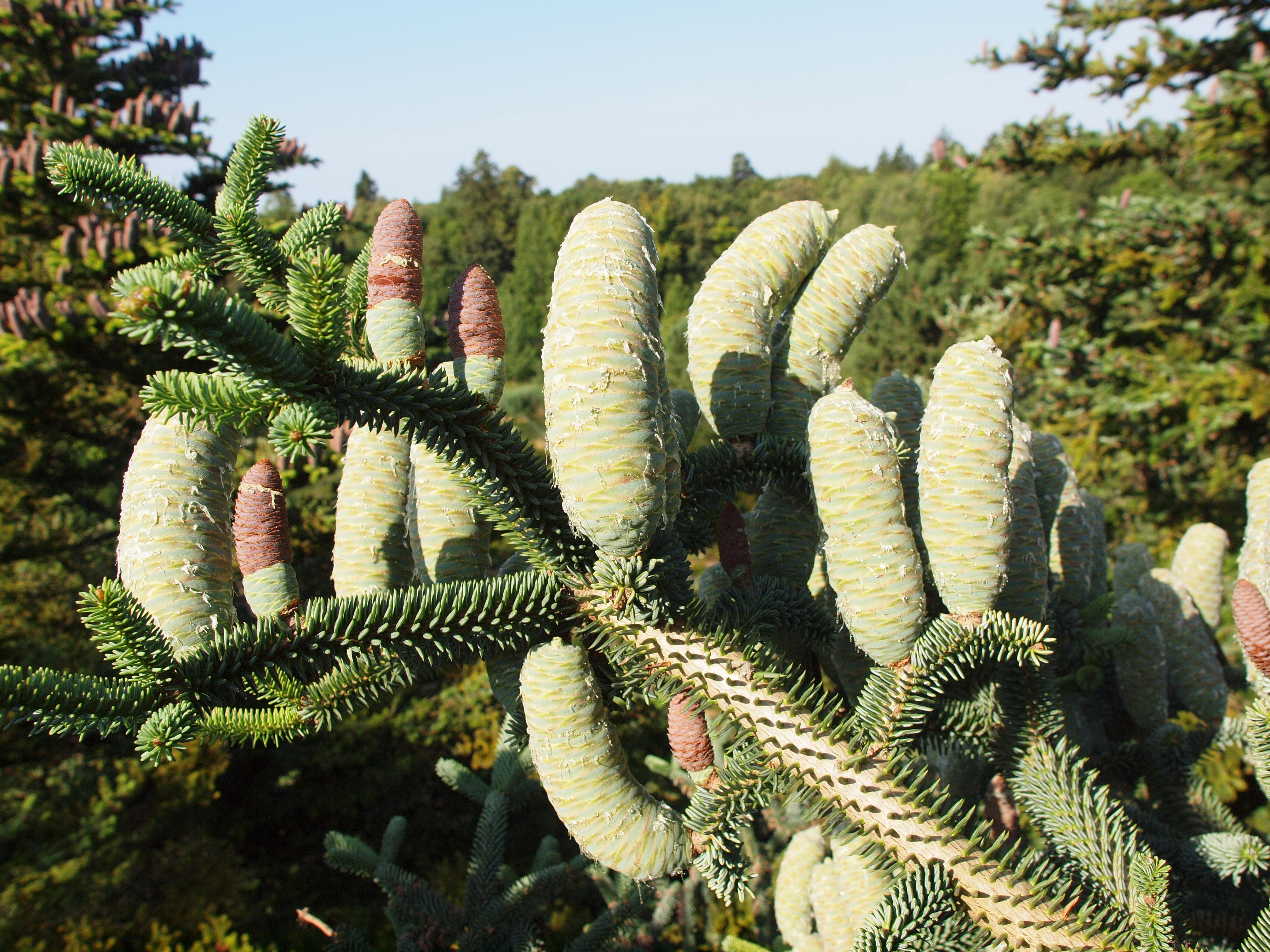
Шишки
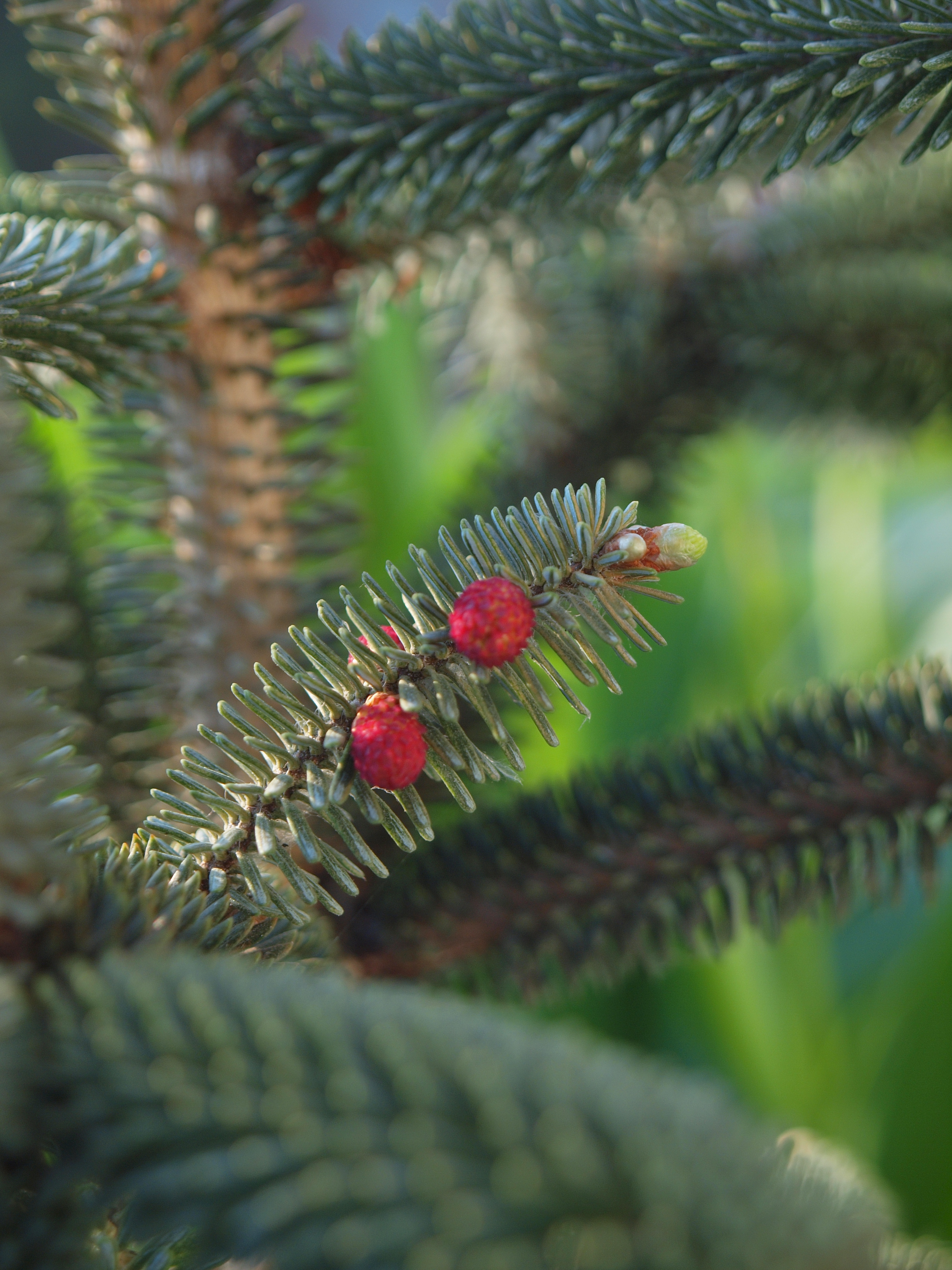
Квіти
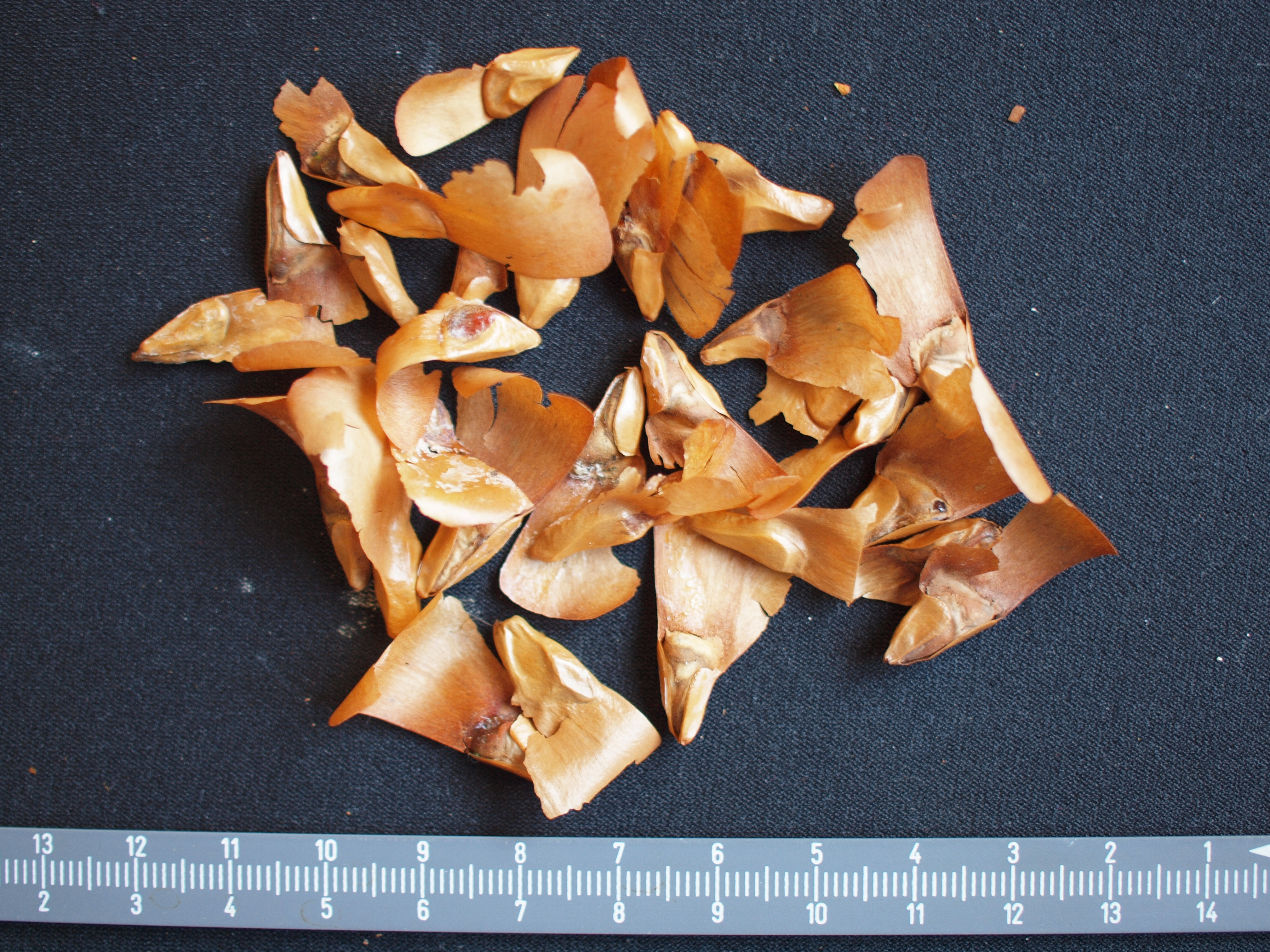
Насіння

## Використання
Іноді вирощується як декоративне дерево в парках і великих садах.

## Загрози та охорона
Загрожує комбінація факторів, включаючи пожежі, збирання паливної деревини та випасання стад великої рогатої худоби та кіз в літній час. Схоже, що молодим саджанцям не вдається розвиватися через поєднання щільних під-поверхового і глибокого зимового снігу. Загрози лісу і ендемічним видам, як передбачається, є постійними, хоча труднощі доступу до популяцій (особливо взимку) дозволяють деяку ступінь захисту. Ліси А. numidica знаходяться в англ. Djebel Babor Nature Reserve, вхід в заповідник ретельно контролюється і область охороняється наглядачами.